# Comté de Foster
Pour les articles homonymes, voir Foster.
Le comté de Foster est un des 53 comtés du Dakota du Nord, aux États-Unis. Son siège de comté est la ville de  Carrington.

## Démographie
| 1880 | 1890  | 1900  | 1910  | 1920  | 1930  |
| ---- | ----- | ----- | ----- | ----- | ----- |
| 37   | 1 210 | 3 770 | 5 313 | 6 108 | 6 353 |

| 1940  | 1950  | 1960  | 1970  | 1980  | 1990  |
| ----- | ----- | ----- | ----- | ----- | ----- |
| 5 824 | 5 337 | 5 361 | 4 832 | 4 611 | 3 983 |

| 2000  | 2010  | - | - | - | - |
| ----- | ----- | - | - | - | - |
| 3 759 | 3 343 | - | - | - | - |